# Smeringopina simplex
Smeringopina simplex là một loài nhện trong họ Pholcidae. Loài này được phát hiện ở Cameroon.